# 並木 (横浜市)
並木（なみき）は、神奈川県横浜市金沢区にある町名。現行行政地名は並木一丁目から並木三丁目。住居表示実施済み区域。

## 概要
横浜市金沢区北部に位置する。横浜市の土地再開発計画の一つとして企画・実施された「金沢地先埋立事業」により、1977年（昭和52年）に成立した。埋立事業及び土地再開発計画により誕生した地域のため地域内は平坦で、1周約3.2km、片側一車線の周回道路によって区画、整備されている。地域内は全域が団地及び金沢緑地となっており、地域の東端に隣接して金沢シーサイドライン、地域の南部を横浜横須賀道路が通る。また、一丁目と二丁目の境には人工湖のふなだまりがある。

### 一丁目
並木第一団地、並木第二団地、市立並木第一小学校、市立並木中央小学校、市立富岡東中学校
金沢センターシーサイド。これは、入居が始まった1981年からの近隣センター(金沢センターシーサイド名店会・・・以下センター名店会＝商業施設、医療機関、介護施設、銀行ATM、NPOなどで構成)、及び横浜並木郵便局、横浜銀行、並びに2014年㋀に閉店した東急ストア跡に、約2年後の2016年4月12日に開店したOKストア並木店などからなる。なお、センター名店会は、毎月25日前後に「2525(ニコニコ)セール」なる特売を行い、商店街活性化に寄与している。OKストアは1階が店舗で2階は駐車場である。
また、OKストア開店に先立つこと3か月前、センター空き店舗に家系ラーメンの「並木家」がオープンし「ラーメン極北の地に家系ができた」と話題になった。
1980年代、おもちゃ屋もあったこの商店街を、子どもたちは「センシー」と親しみを込めて呼んでいた。
一丁目に隣接して並木北駅

### 二丁目
横浜金沢シーサイド郵便局、ビアレ横浜（イオン金沢シーサイド店）、二丁目に隣接して並木中央駅、三丁目には市立並木第四小学校、市立並木中学校、横浜南税務署、三丁目に近接して幸浦駅、二・三丁目には横浜横須賀道路並木ICがある。
東は幸浦・福浦、西は富岡東・長浜、南は柴町、北は鳥浜町と接している。

### 地名の由来
埋立事業以前より、当地周辺の漁場が「並木」と呼ばれていたことから。

### 面積
面積は以下の通りである。
| 丁目       | 面積（km²） |
| ---------- | ----------- |
| 並木一丁目 | 0.493       |
| 並木二丁目 | 0.341       |
| 並木三丁目 | 0.385       |
| 計         | 1.219       |

## 歴史

### 沿革
- 1971年（昭和46年） - 横浜市の金沢地先埋立事業計画により、埋立事業開始。
- 1977年（昭和52年）1月10日 - 埋立一号地より横浜市金沢区並木一丁目、並木二丁目、並木三丁目を新設する[6]。
- 1978年（昭和53年）7月17日 - 住居表示（金沢区並木第一次地区）[7]の実施に伴い、並木一丁目で住居表示実施[6][8]。
- 1980年（昭和55年）7月28日 - 住居表示（金沢区並木第二次地区）[9]の実施に伴い、並木二丁目で住居表示実施[10][8]。
- 1980年（昭和55年）12月1日 - 埋立地の一部を並木三丁目に編入する[10]。
- 1982年（昭和57年）3月1日 - 住居表示（金沢区並木第二次地区）[9]の実施に伴い、並木三丁目で住居表示実施[10][8]。

### 町名の変遷
| 実施後     | 実施年月日    | 実施前       |
| ---------- | ------------- | ------------ |
| 並木一丁目 | 1977年1月10日 | （地名なし） |
| 並木二丁目 | 1977年1月10日 | （地名なし） |
| 並木三丁目 | 1977年1月10日 | （地名なし） |

## 世帯数と人口
2025年（令和7年）6月30日現在（横浜市発表）の世帯数と人口は以下の通りである。
| 丁目       | 世帯数    | 人口     |
| ---------- | --------- | -------- |
| 並木一丁目 | 3,903世帯 | 7,138人  |
| 並木二丁目 | 2,515世帯 | 5,123人  |
| 並木三丁目 | 1,765世帯 | 3,594人  |
| 計         | 8,183世帯 | 15,855人 |

### 人口の変遷
国勢調査による人口の推移。
| 年                 | 人口   |
| ------------------ | ------ |
| 1995年（平成7年）  | 25,212 |
| 2000年（平成12年） | 23,021 |
| 2005年（平成17年） | 20,577 |
| 2010年（平成22年） | 19,407 |
| 2015年（平成27年） | 17,789 |
| 2020年（令和2年）  | 16,836 |

### 世帯数の変遷
国勢調査による世帯数の推移。
| 年                 | 世帯数 |
| ------------------ | ------ |
| 1995年（平成7年）  | 7,780  |
| 2000年（平成12年） | 7,680  |
| 2005年（平成17年） | 7,515  |
| 2010年（平成22年） | 7,727  |
| 2015年（平成27年） | 7,521  |
| 2020年（令和2年）  | 7,611  |

## 学区
市立小・中学校に通う場合、学区は以下の通りとなる（2024年11月時点）。
| 丁目       | 番・番地等 | 小学校                 | 中学校               |
| ---------- | ---------- | ---------------------- | -------------------- |
| 並木一丁目 | 1〜11番    | 横浜市立並木第一小学校 | 横浜市立富岡東中学校 |
| 並木一丁目 | 12〜25番   | 横浜市立並木中央小学校 | 横浜市立富岡東中学校 |
| 並木二丁目 | 全域       | 横浜市立並木中央小学校 | 横浜市立並木中学校   |
| 並木三丁目 | 全域       | 横浜市立並木第四小学校 | 横浜市立並木中学校   |

## 事業所
2021年（令和3年）現在の経済センサス調査による事業所数と従業員数は以下の通りである。
| 丁目       | 事業所数  | 従業員数 |
| ---------- | --------- | -------- |
| 並木一丁目 | 79事業所  | 786人    |
| 並木二丁目 | 102事業所 | 1,378人  |
| 並木三丁目 | 33事業所  | 438人    |
| 計         | 214事業所 | 2,602人  |

### 事業者数の変遷
経済センサスによる事業所数の推移。
| 年                 | 事業者数 |
| ------------------ | -------- |
| 2016年（平成28年） | 192      |
| 2021年（令和3年）  | 214      |

### 従業員数の変遷
経済センサスによる従業員数の推移。
| 年                 | 従業員数 |
| ------------------ | -------- |
| 2016年（平成28年） | 1,903    |
| 2021年（令和3年）  | 2,602    |

## 施設

### 一丁目
- 横浜市立並木第一小学校
- 横浜市立並木中央小学校
- 横浜市立富岡東中学校
- 並木商店街
- オーケー並木店

### 二丁目
- 金沢スポーツセンター
- ビアレ横浜
  - イオン金沢シーサイド店
- ビアレ横浜新館
- なみきリハビリテーションセンター(横浜市立並木第三小学校 跡地）

### 三丁目
- 横浜市立並木第四小学校
- 横浜市立並木中学校
- 横浜南税務署
- 金沢警察署 幸浦交番

## その他

### 日本郵便
- 郵便番号 : 236-0005[3]（集配局：横浜金沢郵便局[20]）

### 警察
町内の警察の管轄区域は以下の通りである。
| 丁目       | 番・番地等 | 警察署     | 交番・駐在所 |
| ---------- | ---------- | ---------- | ------------ |
| 並木一丁目 | 全域       | 金沢警察署 | 並木交番     |
| 並木二丁目 | 全域       | 金沢警察署 | 幸浦交番     |
| 並木三丁目 | 全域       | 金沢警察署 | 幸浦交番     |